# Capnia coloradensis
Capnia coloradensis är en bäcksländeart som beskrevs av Peter Walter Claassen 1937. Capnia coloradensis ingår i släktet Capnia och familjen småbäcksländor. Inga underarter finns listade i Catalogue of Life.